# Cohors II Maurorum
Die Cohors II Maurorum (deutsch 2. Kohorte der Mauren) war eine römische Auxiliareinheit. Sie ist durch eine Inschrift belegt.

## Namensbestandteile
- Cohors: Die Kohorte war eine Infanterieeinheit der Auxiliartruppen in der römischen Armee.

- II: Die römische Zahl steht für die Ordnungszahl die zweite (lateinisch secunda). Daher wird der Name dieser Militäreinheit als Cohors secunda .. ausgesprochen.

- Maurorum: der Mauren. Die Soldaten der Kohorte wurden bei Aufstellung der Einheit aus dem Volk der Mauren rekrutiert.

Da es keine Hinweise auf die Namenszusätze milliaria (1000 Mann) und equitata (teilberitten) gibt, ist davon auszugehen, dass es sich um eine Cohors quingenaria peditata, eine reine Infanterie-Kohorte, handelt. Die Sollstärke der Einheit lag bei 480 Mann, bestehend aus 6 Centurien mit jeweils 80 Mann.

## Geschichte
Die Kohorte war vermutlich in der Provinz Numidia stationiert. Der einzige Nachweis der Einheit beruht auf einer Inschrift, die auf den 1. August 208 n. Chr. datiert ist.

## Standorte
Standorte der Kohorte in Numidia waren möglicherweise:
- Casae (El Madher): eine Inschrift[1] wurde hier gefunden.

## Angehörige der Kohorte
Ein Angehöriger der Einheit, G(aius) Iulius Paulinus, ein Centurio, ist durch eine Inschrift bekannt. Er hatte am 1. August 208 das Kommando über 126 Mann, die in einer Vexillatio abgeordnet waren.